# Israels president
Staten Israels president (hebreiska: נשיא המדינה; arabiska: رئيس الدولة) är Israels statschef. Ämbetet fyller en huvudsakligen ceremoniell och representativ roll, liknande Tysklands förbundspresident och monarker i Europas konstitutionella monarkier.
Isaac Herzog, Arbetarpartiets ledare åren 2013–2017, är sedan 2021 landets president. Han efterträdde då Reuven Rivlin, tidigare talman i Knesset från 2003 till 2006 och från 2009 till 2013, samt president från 2014.

## Historik
Alla Israels presidenter från Yitzhak Ben-Zvi till Ezer Weizman var medlemmar i, eller associerade med, Arbetarpartiet och dess föregångare, och alla har ansetts vara politiskt moderata. Moshe Katsav är den förste Likud-presidenten. Dessa tendenser var särskilt betydande i presidentvalet 1978 då Arbetarpartiets Yitzhak Navon valdes till president efter Likud-koalitionens misslyckande att välja sin kandidat till presidentskapet. Israeliska observatörer trodde att i motbalans till premiärminister Menachem Begins polariserande ledarskap kunde Navon, landets förste president av sefardiskt ursprung, förse Israel med förenande symboliskt ledarskap vid en tid med stor politisk kontrovers och uppror. I valet 1983 bestämde sig Navon för att återgå till Arbetarpartiets politik efter fem års opolitisk jobb som president. Chaim Herzog (tidigare chef för militära underrättelsetjänsten och ambassadör i FN) efterträdde honom som Israels sjätte president. Likud-medlemmen Moshe Katsavs seger över Arbeterpartiets Shimon Peres 2000 var oväntad. Kadimas Shimon Peres blev vald till president 2007 efter att Katsav tvingats avgå i förtid på grund av anklagelser om sexuella trakasserier.

## Val
Presidenten måste vara israelisk medborgare och väljs av Knesset för en mandatperiod på sju år utan möjlighet till omval. Det är Israels premiärminister, vilken formellt tillsätts av presidenten, som är den verklige makthavaren i den israeliska staten. Det finns inget vicepresidentämbete, så ifall att presidenten antingen avlider, avgår i förtid eller avsätts blir Knessets ordförande (talman) tillförordnad president.

## Ämbetsuppgifter
Presidenten har följande ämbetsuppgifter:
- Promulgation av lagar antagna av Knesset, förutom lagstiftning som berör presidentens maktbefogenheter.
- Att välja en ledamot av Knesset som förordnas som Israels premiärminister och som bildar regering.
- Att utfärda Israels ambassadörers ackreditivbrev samt att motta motsvarande från främmande staters ambassadörer.
- Att ingå fördrag och traktat med andra suveräna stater, som senare blir föremål för ratifikation av Knesset.
- Att utse domare till högsta domstolen, efter justitieutskottets förslag.
- Att utse chefen för Bank of Israel (Israels centralbank), efter premiärministerns förslag.
- Rätten att benåda dömda fångar.

## Lista över Israels presidenter

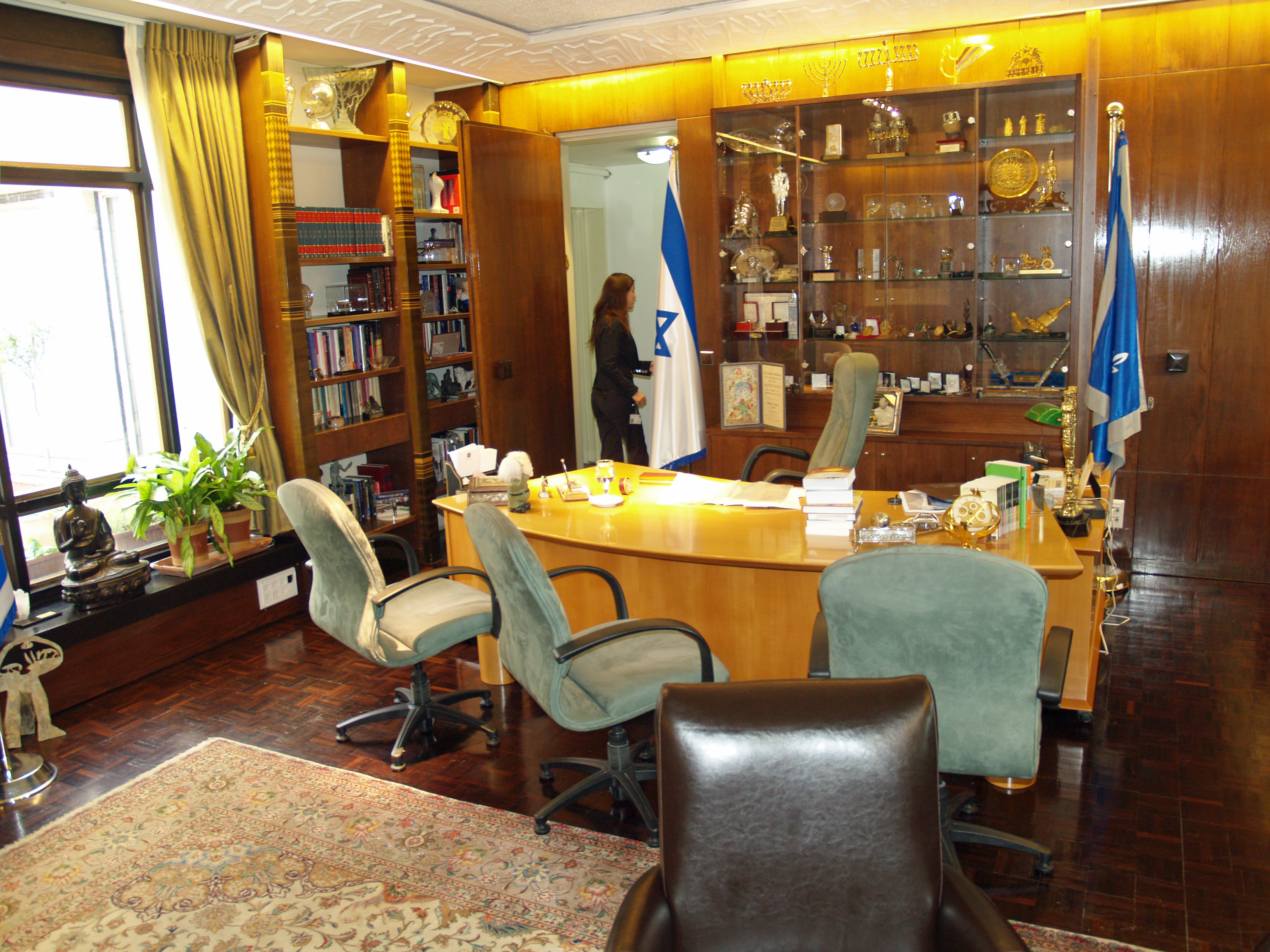
Presidentens arbetsrum (2007).

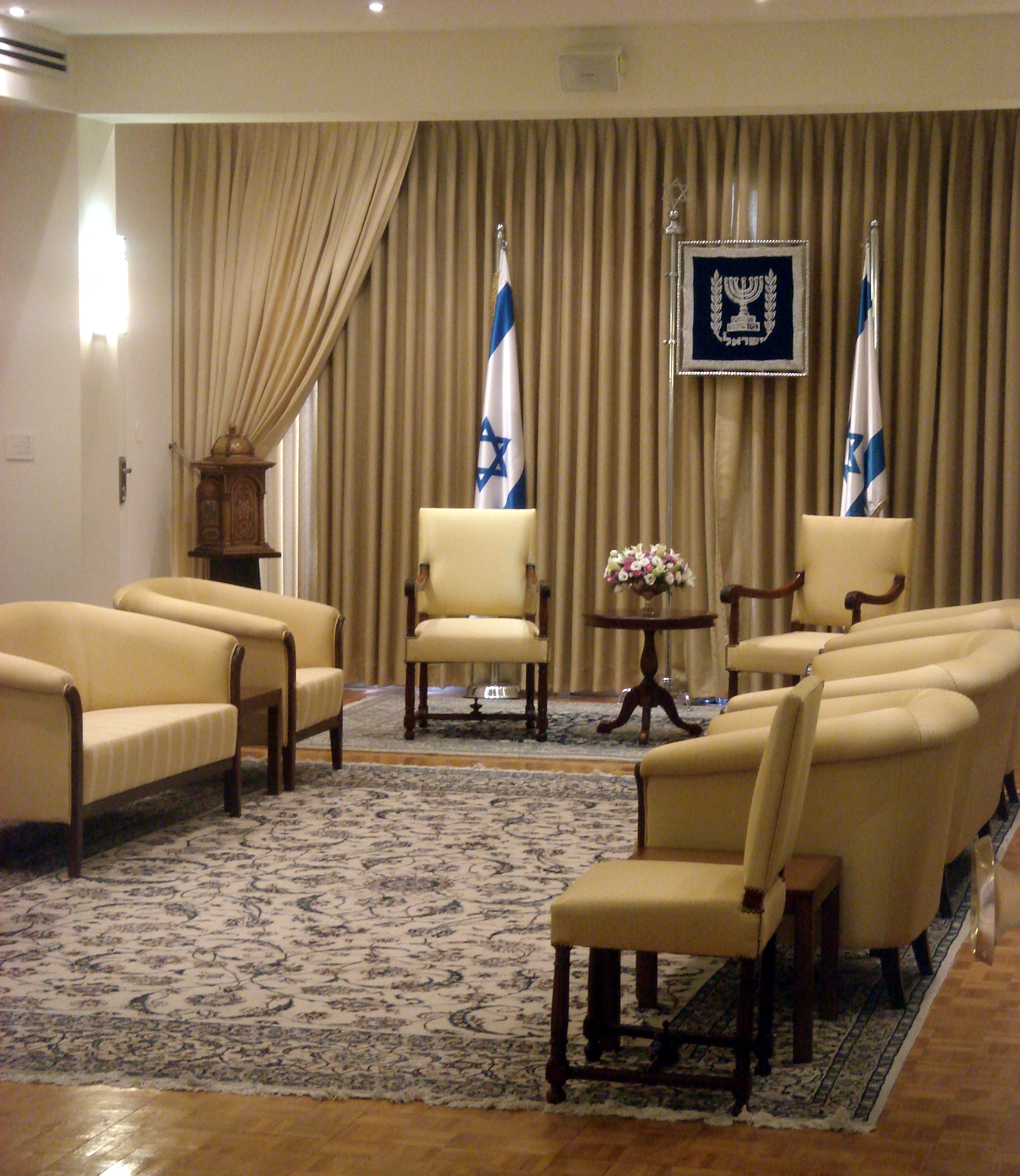
Preidentens audiensrum (2008).

| Nr | Namn                        | Tillträde        | Frånträde       | Parti              | Not |
| -- | --------------------------- | ---------------- | --------------- | ------------------ | --- |
| 1  | Chaim Weizmann (1874–1952)  | 17 februari 1949 | 9 november 1952 | Generalsionisterna |     |
| 2  | Yitzhak Ben-Zvi (1884–1963) | 16 december 1952 | 23 april 1963   | Mapai              |     |
| 3  | Zalman Shazar (1889–1974)   | 21 maj 1963      | 24 maj 1973     | Mapai              |     |
| 4  | Ephraim Katzir (1916–2009)  | 24 maj 1973      | 29 maj 1978     | Arbetaralliansen   |     |
| 5  | Yitzhak Navon (1921–2015)   | 29 maj 1978      | 5 maj 1983      | Arbetaralliansen   |     |
| 6  | Chaim Herzog (1918–1997)    | 5 maj 1983       | 13 maj 1993     | Arbetaralliansen   |     |
| 7  | Ezer Weizman (1924–2005)    | 13 maj 1993      | 13 juli 2000    | Arbetarpartiet     |     |
| 8  | Moshe Katsav (född 1945)    | 1 augusti 2000   | 1 juli 2007     | Likud              |     |
| 9  | Shimon Peres (1923–2016)    | 15 juli 2007     | 24 juli 2014    | Kadima             |     |
| 10 | Reuven Rivlin (född 1939)   | 24 juli 2014     | 9 juli 2021     | Likud              |     |
| 11 | Isaac Herzog (född 1960)    | 9 juli 2021      | inkumbent       | Arbetarpartiet     |     |

## Övrigt
1952 blev presidentskapet erbjudet till Albert Einstein som dock valde att tacka nej.